# جی‌استریمر
جی‌استریمر (به انگلیسی: GStreamer) یک چارچوب چندرسانه‌ای بر پایهٔ تکنولوژی‌های خط لوله‌ای است. این چارچوب به زبان سی نوشته شده و نوع سیستم آن از جنس شیء جی می‌باشد.